# Quận Iron, Wisconsin
Quận Iron một quận thuộc tiểu bang Wisconsin, Hoa Kỳ. Quận lỵ đóng ở Hurley.6. Theo điều tra dân số năm 2000 của Cục điều tra dân số Hoa Kỳ năm 2000, quận có dân số 6861 người.

## Địa lý
Theo Cục điều tra dân số Hoa Kỳ, quận có diện tích 2381 km2, trong đó có 420 km2 là diện tích mặt nước.

### Xa lộ
| - U.S. Highway 2 - U.S. Highway 51 - Highway 47 (Wisconsin) - Highway 77 (Wisconsin) | - Highway 122 (Wisconsin) - Highway 169 (Wisconsin) - Highway 182 (Wisconsin) |

### Quận giáp ranh
- Quận Vilas - đông, tây nam
- Quận Price - tây nam
- Quận Ashland - tây
- Quận Gogebic, Michigan - đông bắc

## Thông tin nhân khẩu

Tháp dân số quận Iron theo điều tra năm 2000.

Theo điều tra dân số 2 năm 2000, quận đã có dân số 6.861 người, 3.083 hộ gia đình, và 1.960 gia đình sống trong quận hạt. Mật độ dân số là 9 người trên một dặm vuông (4/km ²). Có 5.706 đơn vị nhà ở mật độ trung bình của 8 trên một dặm vuông (3/km ²). Các trang điểm chủng tộc của quận đã được 98,28% người da trắng, 0,09% da đen hay Mỹ gốc Phi, 0,60% người Mỹ bản xứ, 0,13% châu Á, Thái Bình Dương 0,04%, 0,06% từ các chủng tộc khác, và 0,80% từ hai hoặc nhiều chủng tộc. 0,66% dân số là người Hispanic hay Latino thuộc một chủng tộc nào. 20,9% là gốc Đức, Ý 18,6%, 15,2% gốc Phần Lan, gốc Ba Lan 9,3% và 6,4% gốc Ailen. 97,1% nói tiếng Anh như ngôn ngữ đầu tiên của họ.
Có 3.083 hộ, trong đó 22,20% có trẻ em dưới 18 tuổi sống chung với họ, 53,00% là đôi vợ chồng sống với nhau, 7,00% có một chủ hộ nữ và không có chồng, và 36,40% là các gia đình không. 32,00% hộ gia đình đã được tạo ra từ các cá nhân và 16,30% có người sống một mình 65 tuổi hoặc lớn tuổi hơn là người. Cỡ hộ trung bình là 2,19 và cỡ gia đình trung bình là 2,74.
Trong quận, độ tuổi dân số đã được trải ra với 19,40% dưới độ tuổi 18, 5,90% 18-24, 24,70% 25-44, 26,80% từ 45 đến 64, và 23,20% từ 65 tuổi trở lên đã được những người. Độ tuổi trung bình là 45 năm. Đối với mỗi 100 nữ có 96,10 nam giới. Đối với mỗi 100 nữ 18 tuổi trở lên, đã có 96,80 nam giới.